# چوی وو-جین
چوی وو-جین (انگلیسی: Choi Woo-jin؛ زادهٔ ۱۸ ژوئیهٔ ۲۰۰۴) بازیکن فوتبال اهل کره جنوبی است که در حال حاضر برای چونبوک هیوندای موتورز در پست مدافع بازی می‌کند.